# 하계중학교
하계중학교(下溪中學校)는 대한민국 서울특별시 노원구 하계동에 있는 공립 중학교이다.

## 학교 연혁
- 1982년 12월 9일 : 설립 인가(18학급 남 12, 여 6)
- 1983년 3월 1일 : 초대 김문식 교장 취임
- 1986년 2월 13일 : 제1회 졸업식(1,125명)
- 2002년 11월 11일 : 정보관 준공
- 2008년 12월 9일 : 체육관 겸 강당 준공
- 2013년 12월 4일 : 식당 및 조리실 준공
- 2019년 10월 2일 : 과학실 증축
- 2022년 2월 15일 : 제37회 졸업식, 총 21,027명
- 2022년 9월 1일 : 제16대 김태진 교장 취임

## 참고 자료
- 하계중학교 - 한국교육학술정보원 학교알리미